# Porta San Mama
La porta di San Mama o porta di San Mamante, anche detta porta Borghese, è una porta cittadina di Ravenna, che sorge nella parte meridionale della città, tra via Baccarini, via Bastioni e via S Mama.

## Origine del nome
Il nome deriverebbe senz'altro dalla chiesa e dal Monastero dedicato a Mamete di Cesarea che sorgevano nelle sue vicinanze e che furono demoliti nel 1514 per ordine di papa Giulio II. Nel 1613 dal Card. Legato Domenico Rivarola fu ricostruita nella forma che ora si vede sotto il pontificato di Papa Paolo V Borghese e perciò fu detta anche Borghese.

## Storia
La porta è anticamente menzionata come nova e la sua più antica attestazione documentale relativa alla porta è datata 1237
Non essendo protetto da fiumi il tratto di muratura meridionale su cui si apre Porta San Mama (o Porta Gaza), la difesa di quel lato fu potenziata da Federico II con un fortilizio sovrapposto in parte ad un preesistente castellum di Gazo (entrambi scomparsi). Dopo la Battaglia di Ravenna fu eretto il Bastione, il sobborgo compreso fra porta San Mamante e il canale del Mulino vecchio, che ancora si legge nella sistemazione urbana e ne designa il sito nella toponomastica locale.
La chiesa e il Monastero di San Mama furono demoliti nel 1514 per ordine di papa Giulio II. Nel 1613 dal Card. Legato Domenico Rivarola fu ricostruita nella forma che ora si vede sotto il pontificato di Papa Paolo V Borghese e perciò fu detta anche Borghese.

## Descrizione

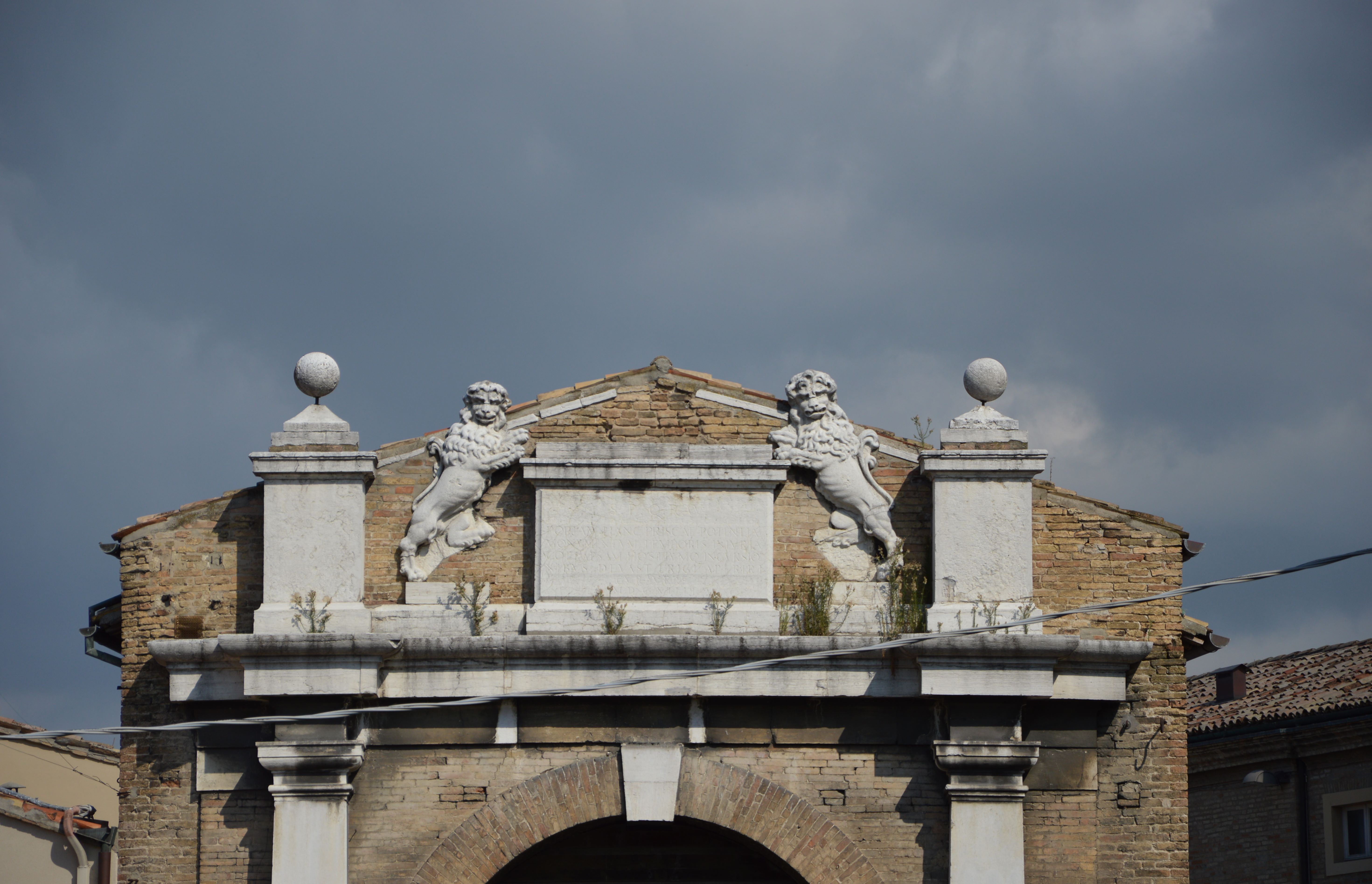
Porta San Mamante. Particolare del frontone

L’attuale struttura in laterizio e in Pietra d’Istria è dotata di due pilastri con capitelli di ordine tuscanico, che poggiano su uno zoccolo e sostengono un massiccio architrave. I due leoni marmorei con il capo in maestà, cioè rivolto verso l'osservatore, restano le uniche tracce superstiti di quel corredo araldico che un tempo arricchiva la porta. I due leoni, i quali si appoggiavano ritti all'attico, alludono all'arme del Card. Domenico Rivarola che era posto in cima all'attico. L'arme del Rivarola porta un leone su campo rosso con un'aquila su campo giallo, come si scorge dalle pitture assai guaste del sottarco, o cassero della Porta. Inoltre i leoni rampanti sembrano sorreggere la lapide tuttora esistente, che oggi non è più decifrabile, nella quale era ricordato il rifacimento della porta ad opera del prelato con l'iscrizione: “S. P. Q. RAV. Portam hanc Prisca potentiae monumentum temporis iniuria collapsam hostiumque incursionibus devastam erigi aperiri MDCXIII”, ossia: "Questa antica porta, monumento al potere del tempo, fu aperta nel 1613 per essere eretta dopo la devastazione della violenza crollata dalle incursioni del nemico". Tuttavia non è neppure da escludere che gli stessi leoni, posti ai lati del basamento su cui poggiava lo scudo di Papa Paolo V, avessero funzione di sostegni di questo.